# Стојан Церовић (професор)
Стојан Церовић (Тушина, код Шавника, 1888 — 22. март 1943), професор, новинар и учесник Народноослободилачке борбе.

## Биографија
Рођен је 1888. године у селу Тушина, код Шавника.
Студирао је у Београду и Француској, а од 1920. године је предавао у гимназији у Никшићу.
Пре Другог светског рата припадао је Земљорадничкој странци.
Године 1941. се прикључио Народноослободилачком покрету (НОП) и био председник Среског Народноослободилачког фонда.
Августа 1941. године, после пропасти Тринаестојулског устанка, италијански окупатор га је интернирао у Албанију. Почетком 1942. године се вратио у Црну Гору и поново прикључио Народноослободилачком покрету. Био је делегат Црне Горе на Првом заседању Антифашистичког већа народног ослобођења Југославије (АВНОЈ), одржаном 26. и 27. новембра 1942. године у Бихаћу.
Умро је 22. марта 1943. године од задобијених повреда, током битке на Неретви.
Указом Председништва Антифашистичког већа народног ослобођења Југославије (АВНОЈ) 11. јула 1945. постхумно је одликован Орденом заслуга за народ првог реда.
Гимназија у Никшићу носи његово име.